# Energiaügyi Minisztérium
Az Energiaügyi Minisztérium az ötödik Orbán-kormány egyik minisztériuma 2022. december 1-jétől.  A minisztérium az energiapolitika egységes irányításáért felel, és az Energiahivatal hatásköreinek többségét is átveszi. A minisztérium létrehozását a kormányzat azzal indokolta, hogy az  energiaárak miatt Magyarországon és Európában is a legfontosabb az energiabiztonság és az energiaárak kérdése.   Vezetője Lantos Csaba energiaügyi miniszter. Rövidítése: EM. 

## Székhelye
1117 Budapest, Október huszonharmadika utca 18. 

## Jogállása
A költségvetési törvény által meghatározott, a központi költségvetésben fejezetet alkotó, központi költségvetési szerv. 

## Története
2022. november 9-én lemondott Palkovics László miniszter a Technológiai és Ipari Minisztérium vezetéséről. A lemondást követően, 14-én Gulyás Gergely Miniszterelnökséget vezető miniszter rendkívüli tájékoztatóban számolt be a minisztérium átalakításáról, a technológiai és ipari miniszteri feladatokat pedig átmenetileg Rogán Antalnak, a Miniszterelnöki Kabinetirodát vezető miniszternek adták át. A minisztérium korábbi feladatai közül 2022. november 22-i hatállyal a közlekedést az Építési és Beruházási Minisztériumhoz, a belgazdaságot, foglalkoztatáspolitikát, iparügyeket, társadalmi párbeszédet és vállalkozásfejlesztést a gazdaságfejlesztési miniszterhez – a különálló Gazdaságfejlesztési Minisztérium csak 2023. január 1-jén jött létre – helyezték át.
Továbbá 2022. december 1-jei hatállyal a Technológiai és Ipari Minisztérium átnevezésével létrehozták az Energiaügyi Minisztériumot. Az átszervezett minisztérium minisztere Lantos Csaba lett.

## Feladat- és hatásköre
Az energiaügyi miniszter a Kormány azon tagja, aki felelős  
1. a bányászati ügyekért,
2. az  energiapolitikáért,
3. a környezetvédelemért,
4. a körforgásos gazdaságra történő átállásért és a termékértéklánc-felügyeletért,
5. a hulladékgazdálkodási közszolgáltatási és hulladékgazdálkodási intézményi résztevékenység ellátásával összefüggő díj megállapításáért,
6. a hulladékgazdálkodásért,
7. a hulladékgazdálkodás felügyeletéért,
8. a körforgásos gazdasághoz és a hulladékgazdálkodáshoz kapcsolódóan a fenntartható fejlődési feladatok összehangolásáért,
9. a víziközmű-szolgáltatásért, valamint a
10. nemzeti közműszolgáltatásokért. [10]

## Vezetői
- Lantos Csaba miniszter
- államtitkárok: 
  - Dr. Koncz Zsófia parlamenti államtitkár, miniszterhelyettes
  - Dr. Czepek Gábor közigazgatási államtitkár
  - Steiner Attila energetikáért és klímapolitikáért felelős államtitkár
  - Dr. Raisz Anikó környezetügyért és körforgásos gazdaságért felelős államtitkár